# Stazione di Padiglione
La stazione di Padiglione è una stazione ferroviaria impresenziata posta sulla linea Roma-Campoleone-Nettuno, nel territorio comunale di Anzio.

## Storia
La stazione di Padiglione in origine era una fermata attivata fra il 1932 e il 1940 sul luogo di una casa cantoniera che venne realizzata a partire dalla metà degli anni trenta. Successivamente venne trasformata in stazione negli anni cinquanta con la costruzione dell'attuale stazione che venne realizzata a servizio dello stabilimento della Colgate-Palmolive al quale era direttamente collegata tramite un raccordo. Il traffico merci è andato avanti fino al primo decennio del XXI secolo, quando il raccordo è stato dismesso. Con la fine del traffico merci anche la stazione ha subito un ridimensionamento con l'eliminazione di alcuni tronchini, e sono stati lasciati solo i due binari passanti destinati al servizio viaggiatori.

## Movimento
La stazione è servita dalla relazione FL8 (Roma Termini-Nettuno), con partenze cadenzate a frequenza oraria.

## Servizi
- Parcheggio auto all'esterno della stazione

## Interscambi
- autobus locali e regionali dalla stazione